# Bisera
Bisera (bulgarisch, mazedonisch: Бисера) ist ein weiblicher Vorname.

## Herkunft und Bedeutung
Der Name ist abgeleitet vom südslawischen Wort бисер, das Perle bedeutet. Letztlich hat der Name wohl arabische Wurzeln.
Die serbische und kroatische Variante des Namens lautet Biserka.

## Bekannte Namensträgerinnen
- Bisera Suljić-Boškailo (* 1965), bosnisch-herzegowinische Schriftstellerin